# شعب الظب (كعيدنة)

تعديل مصدري - تعديل

شعب الظب هي إحدى قرى عزلة سواخ بمديرية كعيدنة التابعة لمحافظة حجة، بلغ تعداد سكانها 592 نسمة حسب تعداد اليمن لعام 2004.